# Мелекесская впадина
Мелекесская впадина — крупный (I порядка) тектонический элемент западной части Волжско-Камской антеклизы, располагается с юга от Северного макроблока Татарского мегаблока и с севера от Жигулёвской вершины Жигулёвско-Пугачёвского свода, включает части территорий Самарской и Ульяновской областей, а также республики Татарстан.
Имеет вид обращённого на север треугольника со сторонами около 250 км. Наклон горизонтов осадочного чехла происходит в западном и южном направлениях. Впадина делится на менее глубокую северную часть и Ставропольскую депрессию по западной ветви Серноводско-Абдулинского авлакогена. Эта ветвь имеет здесь глубину до 2,5 км и сужается до 2-5 км, а в осадочной толще над ней расположен Елховско-Боровский вал..
Северная и северо-западная границы Мелекесской впадины прослеживаются по зоне Прикамского разлома. Восточная граница протягивается вдоль западного борта Баганинского грабенообразного прогиба. Формирование впадины происходило по системам северо-западных и северо-восточных разрывных нарушений, обусловивших крутые северный, северо-западный и более пологий восточный борта. Амплитуда впадины достигает здесь 400 м. Бортовые части осложнены ступенеобразными опусканиями и локальными поднятиями.
Ставропольская депрессия имеет протяжённость в субширотном направлении 250 км, ширину от 20 км на западе до 40 км на востоке. Максимальная амплитуда относительно ограничивающего её с юга Жигулёвского вала по выходящим на поверхность слоям достигает 850 м у пос. Зольное, а на глубине — до 1000 м у Сызрани. Для депрессии характерны зоны меридиональных разломов, выраженных в рельефе фундамента.
Мелекесская впадина характеризуется резким несовпадением структурных планов по этажам: так, для неё характерно отсутствие или сокращение мощности терригенного девона.